# Żywice silikonowe
Żywice silikonowe – rodzaj materiału silikonowego, który zawiera oligosiloksany o ogólnym wzorze: R
nSiX
mO
y, gdzie R to grupa alkilowa, zwykle metylowa lub fenylowa. Natomiast X to grupa funkcyjna, zwykle H, OH, Cl lub OR. Grupy te mogą ulegać dalszej kondensacji aby w rezultacie utworzyć gęsto usieciowane, nierozpuszczalne sieci polisiloksanowe.
Do ogólnego opisu struktury żywic silikonowych stosuje się często następujące skróty literowe merów:
- „M”: Me
3SiO−,
- „D”: Me
2Si(O−)
2,
- „T”: MeSi(O−)
3
- „Q”: Si(O−)
4.

Najczęściej spotykane żywice silikonowe są zbudowane z merów D i T (żywice DT) lub M i Q (żywice MQ), jednakże w przemyśle spotyka się także żywice „mieszane” (np. MDT, MTQ, QDT).
Żywice silikonowe tworzą obszerną gamę produktów o bardzo różnorodnych własnościach użytkowych. Ich masy cząsteczkowe zawierają się zwykle w granicach 1000 – 100 000. Wszystkie one są cieczami w temperaturze pokojowej, pod warunkiem że nie są usieciowane. Takie żywice, zależnie od stopnia usieciowania, przypominają w konsystencji żele, albo są litymi elastomerami.
Żywice silikonowe są m.in. stosowane jako: hydrożele stosowane jako implanty tkanek miękkich (np. implanty piersi), jako gumy silikonowe, jako oleje hydrauliczne, dodatki do farb, środki smarujące, kity uszczelniające i wiele innych.
Żywice silikonowe są produkowane w wyniku hydrolitycznej (z użyciem wody) kondensacji rozmaitych monomerów siloksanowych. Początkowe technologie produkcji żywic były oparte na reakcjach szkła wodnego z chlorosilanami. Substraty te są bardzo tanie, ale stosowanie ich bardzo utrudnia dokładniejszą kontrolę struktury produktów końcowych.
Obecnie częściej żywice te otrzymuje się w reakcji tetraetoksysilanu z rozmaitymi disiloksanami i cyklosiloksanami.